# Памятник Ленину (Иркутск)
Па́мятник Влади́миру Ильичу́ Ле́нину в Иркутске установлен в 1952 году. Скульптор — Н. В. Томский, архитектор — Л. Г. Голубовский. 

## История
Памятник был открыт 23 сентября 1952 года на углу улиц Ленина и Карла Маркса в Кировском районе Иркутска (ныне — Правобережный округ).
Он является авторской копией памятника, созданного скульптором Н. В. Томским для Воронежа. Такие же памятники были отлиты для Вильнюса и Ленинграда.
В 2008 году была проведена реконструкция памятника — скульптура была демонтирована, постамент разобран и сложен заново, сквер вокруг памятника благоустроен.